# Деметрије Фалеронски
Деметрије Фалеронски или Деметрије из Фалерона (грч. Δημήτριος Φαληρεύς, око 350—280. п. н. е.) је био атински државник, оратор и филозоф. Касандар га је поставио да влада Атином. Атином је владао десет година (317—307. п. н. е.) и тада је увео значајне законске реформе, а у исто време у Атини је задржао олигархијску власт привржену Касандру. Политички непријатељи су га истерали 307. п. н. е. из Атине. У прво време живео је у Теби, а од 297. п. н. е. живи код Птолемеја Сотера у Александрији. Заједно са Птолемејем основао је Александријску библиотеку.

## Детињство и младост
Рођен је у Фалеруму око 350. п. н. е. Отац Фанострат није имао ни положај ни имање. Образовао се у Теофрастовој школи заједно са песником Менадером. Политичку каријеру започео је око 325. пре н. е, у време спора око Харпала и његовог новца. Стекао је велики углед због ораторског талента. Припадао је проолигархијској Фокионовој странци и Деметрије је деловао у духу тог државника. Када Ксенократ око 322. п. н. е. није могао да плати нови порез на метеке (стране држављане) тада га је Деметрије спасао, пошто је откупио његов дуг и платио његов порез.

## Влада Атином (317-307. п. н. е.)
Након Фокионове смрти Касандар је 317. п. н. е. поставио Деметрија Фалеронскога на чело Атине. Владао је Атином десет година од 317. до 307. п. н. е. Спроводио је значајне законске реформе. За време његове власти изграђено је много нових зграда, а Атина је финансијски ојачала. Атињани су у време олигархијске власти истакли поштовање према њему на много начина, али све је то након силаска са власти било повучено. У Атини је било подигнуто 360 статуа Деметрију Фалеронском у част. Међутим био је омрзнут код нижих друштвених слојева и код продемократских политичких фракција. Сматрали су да је он промакедонска марионета, која влада Атином. За време каснијега периода његове управе Атином почео је да претерује у много чему. Потрошио је 1200 таланата на вечере, ручкове и на љубавнице.

## Бег из Атине
Остао је на власти све до 307. пре н. е, када је Деметрије Полиоркет заузео Атину. Деметрије Фалеронски је тада морао да бежи из Атине. Најпре је отишао у Тебу. Деметријеви политички непријатељи су након његовога одласка из Атине изгласали смртну казну у одсутности. Тада су му уништили готово све статуе. Само једна је остала читава.

## У Египту
Након Касандрове смрти 297. п. н. е. отишао је у Александрију код Птолемеја Сотера. Био је Птолемејев саветник. Птолемеј Сотер му је поверио ревизију египатских закона. У Египту се углавном посветио кљижевном стваралаштву. Према Страбону Деметрије Фалеронски је потакао стварање Александријске библиотеке. Птолемеј је обезбедио Деметрију Фалеронском велика средства да би прикупио књиге за Александријску библиотеку, која је постала највећа библиотека античкога света.
Птолемеј Сотер је имао два сина као могуће наследнике. Птолемеј Кераун (Гром) је био син са Еуридиком, а Птолемеј II Филаделф је био млађи са Береником. Деметрије Фалеронски је саветовао да наследник буде Птолемеј Кераун, али Птолемеј Сотер је одабрао млађега Птолемеја II Филаделфа, који се касније осветио Деметрију Фалеронскоме. Када је на власт дошао Птолемеј II Филаделф Деметрије је протеран у Горњи Египат. Ту је умро од уједа змије. Није јасно да ли је то био несретан случај, самоубиство или убиство.